# 兹德涅克·科拉日
兹德涅克·科拉日（1996年10月9日—），捷克男子网球运动员。
科拉日曾于2017年入选捷克戴维斯杯代表队名单，但并未出场比赛。
科拉日在通过资格赛后，参加了2018年瑞典网球公开赛，这也是他首次亮相ATP巡回赛正赛。他在首轮直落两盘负于卫冕冠军、前世界前十选手大卫·费雷尔。2021年，科拉日赢得了3个ATP挑战赛单打冠军：4月在葡萄牙奥埃拉什，8月在罗马尼亚雅西，9月在波兰什切青；此外他还赢得了4个ATP挑战赛双打冠军。2022年，科拉日与尼古拉·米洛耶维奇搭档，在智利网球公开赛上完成了他的ATP巡回赛双打正赛首秀。他们击败了本土外卡组合亚历杭德罗·塔维洛和贡萨洛·拉马，闯入四分之一决赛。
在第五次尝试资格赛后，科拉日终于在2022年法国网球公开赛中凭借直落两盘击败弗兰科·阿加梅诺内的成绩，首次闯入大满贯赛事正赛。在首轮他击败了持外卡的本土宠儿卢卡斯·普耶，取得了他在ATP巡回赛暨大满贯赛事的首场正赛胜利。他在第二轮负于四号种子斯特凡诺斯·齐齐帕斯，这场比赛鏖战四盘，其中三盘进入抢七，历时超过四小时。在同年他作为幸运落败者进入了2022年温布尔登网球锦标赛正赛。